# Anna Helene Boyksen

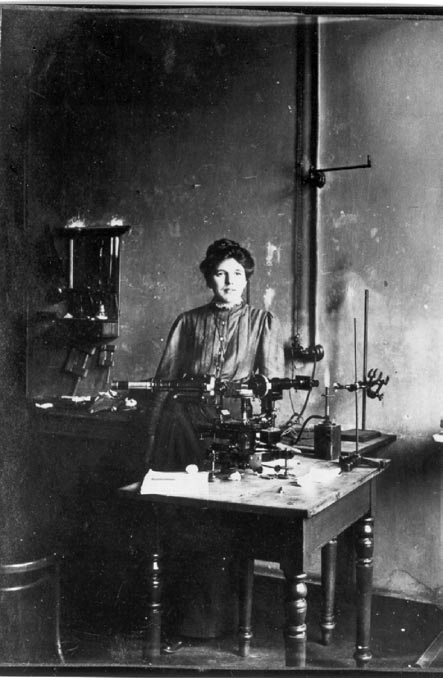
Anna Boyksen im Labor an der TH München

Anna Helene Koch (geborene Boyksen, *11. August 1881 in Havendorfer Sand, Großherzogtum Oldenburg; † 15. August 1920 in Gemünden am Main) war die erste Ingenieurstudentin an der TH München (heute TU München).

## Leben
Anna Boyksens Vater Dietrich Anton Boyksen war Kaufmann und ihre Mutter Mathilde war eine geborene Lübben. In ihrem Lebenslauf gab Anna Boyksen als Nationalität bayrisch und als Religion evangelisch an.
Anna Boyksen besuchte die Schule in Esenshamm, 1892 starb der Vater und für sie wurde ein Vormund bestellt. 1904 schloss sie das Mädchengymnasium in Karlsruhe ab und studierte zunächst für ein Semester in Berlin, zwei Semester in Heidelberg und zwei Semester in München Naturwissenschaften. 1906 immatrikulierte sie sich an der Fakultät für Elektrotechnik und Informationstechnik der Technischen Hochschule München als erste Ingenieurstudentin und machte dort zwei Jahre später ihr Vordiplom mit der Note „gut“. Als sie 1909 heiratete und kurz darauf eine Tochter zur Welt kam, änderte sich ihre Lebensplanung; das begonnene Ingenieurstudium beendete sie nicht. Ihr Mann, ein Jurist, promovierte an der Universität Erlangen. Anna nahm an der Universität Erlangen ein Studium der Volkswirtschaftslehre und der Rechtswissenschaften auf. 1911 verteidigte sie ihre Dissertation Die deutsche Börsenordnungen. Eine vergleichende Darstellung unter dem Namen Anna Helene Koch. Ihre Promotion wird mit Volkswirtschaft und Finanzwirtschaft als Hauptfach sowie Statistik und Physik als Nebenfächer angegeben.
Anna und Wilhelm Koch zogen 1911 von Erlangen nach Gemünden am Main.
1920 starb Anna Boyksen im Alter von nur 39 Jahren. In ihren letzten Lebensjahren soll sie es sehr bedauert haben, ihr Studium der Elektrotechnik nicht abgeschlossen zu haben.

## Vermächtnis
Das Anna Boyksen Diversity Research Center an der TUM untersucht Diversität und die Chancen von Diversität für die Gesellschaft. Dabei geht es in erster Linie um die Frage, wie Natur- und Ingenieurwissenschaften von einer diverseren Gemeinschaftskultur profitieren kann.
Das Institute for Advanced Study an der TUM vergibt seit 2014 das Anna-Boyksen-Stipendium. Das Stipendium wird an herausragende internationale Forscher vergeben, die Geschlechter-/Diversitätsbezogene Probleme in den Natur- und Ingenieurwissenschaften in Zusammenarbeit mit Forschern der TUM untersuchen wollen.